# ステーションブレイク
ステーションブレイク、ステーションブレーク（英語：station break）は、日本および北米における放送用語で、番組と番組のあいだの時間帯を指す。以下の内容を放送する。また、これらの内容自体を指す場合もある。
- 局名告知[1] - 特にテレビ放送開始当初は、番組の開始に技術的な準備時間を要したためにブレイクが不可欠で、もっぱらコールサインを表示した静止画を表示していた[2]。
- スポットCM[1] - 民間放送の場合のみ。ステーションブレイク枠のスポットCM自体を「ステブレ」などと呼ぶ場合がある（コマーシャルメッセージも参照）。
- クロスプログラム
  - 番組宣伝[1]
  - その他の各種告知[1][注 1]

前番組の終了直後にCMなどのステーションブレイクを挟まずに、すぐに次の番組を開始する編成は「ステブレレス」と呼ばれる（フライングスタートも参照）。